# الحكومية (ميشيل فوكو)
الحكومية (بالإنجليزية: Governmentality) هي نظرية للسلطة طورها الفيلسوف الفرنسي ميشيل فوكو، والتي تحلل السلطة "الحكومية" من خلال السلطة التي تمتلكها الدولة على السكان والوسائل التي يحكم بها الرعايا أنفسهم.
باعتبارها شكلاً من أشكال السلطة، تختلف الحكومية عن الانضباط أو العقاب الذي تمارسه الدولة، والذي يعتمد على الإكراه لإجبار الأفراد على القيام بعمل محدد. وبدلاً من ذلك، فإن الحكم يشمل أيضًا السلطة التي يتمتع بها الأفراد داخل السكان للحكم الذاتي، والتي قد تؤثر عليها الدولة أو توجهها من خلال وسائل غير قسرية مثل التعليم.
لقد وجد مفهوم الحكم التطبيق والقبول في مجالات الأنثروبولوجيا والتاريخ والقانون والفلسفة والعلوم السياسية وعلم الاجتماع. ومن بين العلماء البارزين بيتر ميلر، ونيكولاس روز، وميتشل دين.

## التاريخ
لقد تم تطوير مفهوم "الحكومية" من قبل ميشيل فوكو تقريبًا في الفترة ما بين عام 1977 ووفاته في عام 1984، وخاصة في محاضراته في الكوليج دو فرانس خلال هذا الوقت. الحكومية هي مصطلح جديد، حيث زعم بعض المعلقين أنه يجمع بين مصطلحي "الحكومية" و"العقلية" أو "العقلانية"، في هذا السياق، في إشارة إلى أساليب التفكير. ومع ذلك، فإن هذا الرأي محل نزاع، حيث يزعم آخرون أن المصطلح هو مجرد مزيج من كلمة "حكومة" (بالإنجليزية: government) واللاحقة (بالإنجليزية: -ality) لتشكيل الاسم المجرد (بالإنجليزية: governmentity).
عند استخدام كلمة "حكومة"، لم يستخدم فوكو التعريف السياسي الصارم لـ "الحكومية" الشائع اليوم فحسب، بل استند أيضًا إلى تعريف أوسع للحكم أو الحكومة والذي كان مستخدمًا حتى القرن الثامن عشر. بالنسبة لفوكو، فإن "الحكومية" تعني أيضًا مشاكل ضبط النفس، والتوجيه للأسرة والأطفال، وإدارة المنزل، وتوجيه الروح، وما إلى ذلك.
إن تطور الحكم يرتبط بأفكار فوكو الأخلاقية والسياسية والتاريخية من أواخر السبعينيات إلى أوائل الثمانينيات. إن صياغته الأكثر شهرة لهذه الفكرة هي محاضرته بعنوان " الأمن والإقليم والسكان ‏ " (1978). وقد تناول فوكو هذا المفهوم بالتفصيل في محاضرته حول "ميلاد السياسة الحيوية" في الكوليج دو فرانس في عامي 1978 و1979. نُشرت الدورة لأول مرة باللغة الفرنسية في عام 2004. كانت حكومة فوكو جزءًا من تحليل أوسع نطاقًا حول موضوع المؤسسات التأديبية، والليبرالية الجديدة، و"حكم القانون"، و"الفيزياء الدقيقة للسلطة"، وكذلك ما أسماه فوكو بالسياسة الحيوية والمعرفة بالسلطة. في سلسلة من المحاضرات والمقالات، طرح أسئلة حول طبيعة الأنظمة الاجتماعية المعاصرة، ومفهوم القوة، والحرية الإنسانية والحدود، وإمكانيات ومصادر الأفعال البشرية المرتبطة بفهمه لمفهوم "الحكم".
اكتسب مفهوم الحكمية اهتمامًا أوسع لأول مرة في العالم الأكاديمي الناطق باللغة الإنجليزية من خلال الكتاب المحرر "تأثير فوكو" (1991)، والذي تضمن سلسلة من المقالات حول مفهوم الحكمية، إلى جانب ترجمة النص القصير الذي كتبه فوكو عام 1978 حول "الحكمية".

## التعريف
يتم تعريف الحكم بشكل شائع على أنه "سلوك السلوك". وقد تم وصفها أيضًا بأنها الممارسات المنظمة (العقليات والعقلانيات والتقنيات) التي يتم من خلالها حكم الموضوعات،  "فن الحكم"، الوسائل المحسوبة لتوجيه كيفية تصرفنا وتصرفنا، "العقلانية الحكومية"، "دليل إرشادي للتحليل الذي يقدمه ميشيل فوكو من خلال إعادة بناء تاريخية تشمل فترة تبدأ من اليونان القديمة وحتى الحداثة والليبرالية الجديدة"، "التقنيات والاستراتيجيات التي يتم من خلالها جعل المجتمع قابلاً للحكم"، و"الطريقة المعقولة للحكم بشكل أفضل، وفي الوقت نفسه، التفكير في أفضل طريقة ممكنة للحكم".

### فوكو
في محاضرته بعنوان الحكم، يعرف فوكو الحكم على النحو التالي:
1. المجموعة التي تتشكل من المؤسسات والإجراءات والتحليلات والتأملات، والحسابات والتكتيكات التي تسمح بممارسة هذا الشكل المحدد للغاية، وإن كان معقدًا، من أشكال السلطة، والتي تستهدف: السكان، وشكلها الرئيسي من المعرفة: الاقتصاد السياسي، ووسائلها التقنية الأساسية: أجهزة الأمن.

2. الاتجاه الذي أدى بشكل مطرد، على مدى فترة طويلة وفي جميع أنحاء الغرب، نحو التفوق على جميع الأشكال الأخرى (السيادة، والانضباط، وما إلى ذلك) لهذا النوع من السلطة الذي يمكن تسميته بالحكومة، مما أدى، من ناحية، إلى تشكيل سلسلة كاملة من الأجهزة الحكومية المحددة، ومن ناحية أخرى، إلى تطوير مجموعة كاملة من المعارف.

3. العملية، أو بالأحرى نتيجة العملية، التي من خلالها تحولت دولة العدالة في العصور الوسطى، إلى دولة إدارية خلال القرنين الخامس عشر والسادس عشر، لتصبح تدريجيا "دولة حكومية".
يصف الجزء الأخير من تعريف فوكو للحكم التطور من الدولة في العصور الوسطى، التي حافظت على أراضيها ومجتمع إقليمي منظم من خلال فرض القوانين بشكل صريح وبسيط على الرعايا، إلى دولة عصر النهضة المبكرة، التي أصبحت أكثر اهتمامًا بـ "التخلص من الأشياء"، وبالتالي بدأت في استخدام الاستراتيجيات والتكتيكات للحفاظ على محتوى المجتمع وبالتالي استقراره، أو بعبارة أخرى "جعل المجتمع قابلاً للحكم". إذا قرأنا التعريفين الأولين، فإن التعريف الثالث يصف العملية التي من خلالها يتطور شكل من أشكال الحكومة ذات غايات محددة، ووسائل لتحقيق هذه الغايات ("أجهزة الأمن")، ومع نوع معين من المعرفة ("الاقتصاد السياسي") لتحقيق هذه الغايات، من دولة العدل في العصور الوسطى إلى دولة إدارية حديثة ذات بيروقراطية معقدة.

### مزيد من التطوير
يبدأ هانت وويكهام، في عملهما فوكو والقانون (1994)، القسم الخاص بالحكم بتعريف أساسي للغاية مستمد من فوكو: "الحكم هو التوسع الكبير في نطاق الحكومة، مع زيادة في عدد وحجم آليات الحساب الحكومية". في تقديم هذا التعريف، تصور هانت وويكهام المصطلح على أنه يتكون من جزأين "حكومي" و"-ity"، حيث تشير "حكومي" إلى حكومة بلد ما؛ واللاحقة -ity تعني دراسة. كما أنهم يضعون التعريف في سياق نظرية فوكو الأوسع نطاقًا بالإشارة إلى مفاهيم مثل عقل الدولة، ومشكلة السكان، والاقتصاد السياسي الحديث، والأمنية الليبرالية، وظهور العلوم الإنسانية.
إن نهج كير في التعامل مع هذا المصطلح أكثر تعقيدا. وهو يتصور هذا المصطلح باعتباره اختصارًا لـ "العقلانية الحكومية" [1999: 174]. بمعنى آخر، إنها طريقة للتفكير في الحكومة وممارسات الحكومة. بالنسبة له، فهي ليست "منطقة للدراسة الثورية النقدية، بل منطقة تعيد إنتاج الحكم الرأسمالي مفاهيميًا" [1999: 197] من خلال التأكيد على أن شكلًا ما من أشكال الحكومة (والسلطة) سيكون ضروريًا دائمًا للسيطرة على المجتمع وتكوينه.

#### دين
يتضمن فهم دين للمصطلح أشكالًا أخرى من الحوكمة وفكرة عقليات الحكومة، بالإضافة إلى مناهج هانت وويكهام وكير في تناول المصطلح. وتماشيًا مع نهج هانت وويكهام، يُقر دين بأنه، بالمعنى الضيق جدًا، يُمكن استخدام مصطلح "الحكم الرشيد" لوصف نشوء حكومة رأت أن هدف السلطة الحاكمة هو تحسين حياة الأفراد الأحياء واستخدامهم ورعايتهم كأعضاء في المجتمع [1999:19]. كما يُدرج دين فكرة عقلانيات الحكومة، معتبرًا أن "الحكم الرشيد" أحد أساليب النظر إلى ممارسات الحكومة. بالإضافة إلى ما سبق، يرى أن الحكومة تتعلق بأي شيء يتعلق بإدارة الذات أو الآخرين: "الحكم الرشيد: كيف نفكر في حكم الآخرين وأنفسنا في سياقات متنوعة" بما في ذلك تحليل الآليات التي تسعى إلى تشكيل وتشكيل وتعبئة خيارات الأفراد والجماعات ورغباتهم وتطلعاتهم واحتياجاتهم ومتطلباتهم وأنماط حياتهم [دين، 1999:12].
إلا أن مساهمة دين الرئيسية في تعريف المصطلح تنبع من طريقة تقسيمه له إلى "عقلية الحكم" و"عقلية الحكم"، أو عقليات الحكم - فالعقلية هي نزعة أو منظور عقلي. هذا يعني أن مفهوم الحكم ليس مجرد أداة للتفكير في الحكم والحكم، بل يشمل أيضًا كيف وماذا يفكر المحكومون في طريقة حكمهم. يُعرّف التفكير بأنه "نشاط جماعي" [1999:16]، أي مجموع المعارف والمعتقدات والآراء التي يعتنقها المحكومون. كما يُثير مسألة أن العقلية لا "يُفحصها عادةً من ينتمون إليها" [1999:16]. وهذا يُثير مسألة أن المحكومين قد لا يُدركون غرابة أسلوب حياتهم وكونهم يعتبرون هذا الأسلوب من الأمور المُسلّم بها - وأن النشاط نفسه الذي يمارسونه "يمكن اعتباره شكلاً مختلفًا من أشكال الممارسة، وذلك تبعًا للعقليات التي تُمارسه" [1999:17]. يُسلّط دين الضوء على سمة مهمة أخرى لمفهوم الحوكمة، ألا وهي قدرتها على الانعكاس. ويوضح قائلاً:
من جهة، نحكم أنفسنا والآخرين وفقًا لما نعتبره صحيحًا بشأن هويتنا، وما هي جوانب وجودنا التي ينبغي العمل عليها، وكيف، وبأي وسائل، ولأي غايات. من جهة أخرى، تُفضي الطرق التي نحكم بها أنفسنا ونتصرف بها إلى طرق مختلفة لإنتاج الحقيقة. [1999:18]
وفقًا لدين، ينبغي لأي تعريف للحكم أن يشمل جميع أفكار فوكو المقصودة. يجب ألا يقتصر التعريف الشامل لمصطلح الحكم على الحكومة من منظور الدولة فحسب، بل يشمل أيضًا الحكومة من منظور أي "سلوك سلوكي" [دين، 1999:10]. يجب أن يتضمن هذا التعريف فكرة العقليات والارتباطات المرتبطة بها: أي أنها موقف تجاه شيء ما، وأنها لا تُفهم عادةً "من منظورها الخاص" [1999:16]، وأن هذه العقليات جماعية وجزء من ثقافة المجتمع. كما يجب أن يشمل فهمًا لكيفية تحكم الحكومات في السلوك، ليس فقط من قِبل الحكومات، بل من قِبل الآخرين أيضًا.

## المكونات

### عقلية الحكم
عقلية الحكم هي أي طريقة منهجية نسبياً للتفكير في الحكم. وهي تحدد مجالًا خطابيًا يتم فيه ”ترشيد“ ممارسة السلطة [ليمكي، 2001: 191]. على سبيل المثال، الليبرالية الجديدة هي عقلية حكم لأنها تمثل طريقة لترشيد ممارسة الحكومة، وهي عقلنة تخضع للقاعدة الداخلية للاقتصاد الأقصى [فوكو، 1997:74].
يكتب فوكوياما [في روز، 1999: 63] "إن الدولة الليبرالية هي في نهاية المطاف دولة محدودة، حيث يقتصر النشاط الحكومي فيها بشكل صارم على نطاق الحرية الفردية". ومع ذلك، وكما يشير روز، فإن نوعاً معيناً فقط من الحرية، وطريقة معينة لفهم الحرية وممارستها، متوافقة مع الليبرالية الجديدة؛ وإذا كان للحكومة الليبرالية الجديدة أن تحقق أهدافها بالكامل، فيتعين على الأفراد أن يدركوا أنفسهم ويتصرفوا على أساسها باعتبارهم أحراراً ومسؤولين [روز، 1999: 68].
العلم كما يقول ليمكي، فإن عقلية الحكومة ”ليست معرفة نقية ومحايدة تعيد ببساطة تمثيل الواقع الحاكم“ [ليمكي، 2001: 191]. من خلال تحويل الذوات ذات الواجبات والالتزامات، إلى أفراد، ذوي حقوق وحريات، فإن الأفراد المعاصرين ليسوا مجرد ”أحرار في الاختيار“ بل ملزمين بأن يكونوا أحرارًا، ”لفهم حياتهم وتفعيلها من حيث الاختيار“ [روز، 1999:87].

### من الحكمية إلى الحكمية النيوليبرالية: رسم الخرائط

#### الحكمية ورسم الخرائط
لقد كانت الخرائط الجغرافية تاريخيًا استراتيجية أساسية للحكومة. يؤكد هارلي، مستندًا إلى فوكو، أن الخرائط التي تنتجها الدولة "توسع وتعزز القوانين والمتطلبات الإقليمية والقيم الناجمة عن ممارسة السلطة السياسية". في العادة، تتوافق الخرائط التي تقودها الدولة مع مفهوم بنثام لنظام البانوبتيكون، حيث "يرى الواحد الكثيرين". ومن وجهة نظر فوكو، كان هذا هو المخطط الأساسي للسلطة التأديبية.

#### الحكم النيوليبرالي ورسم الخرائط
ومن خلال عمليات الليبرالية الجديدة، قامت الدولة بـ"تفريغ" بعض مسؤولياتها الخرائطية وفوضت السلطة إلى أفراد على نطاق جغرافي أدنى. يُعتقد أن "رسم الخرائط الشعبية" يوفر حوكمة مكانية أكثر ديمقراطية من توزيع المعرفة الخرائطية التقليدية من أعلى إلى أسفل من قبل الدولة. يتحدى جويس مفاهيم فوكو عن البانوبتيكية، مدعيًا أن الحكم النيوليبرالي يمكن تصوره بشكل أكثر ملاءمة من خلال أومنيوبتيكون - "الكثيرون يراقبون الكثيرين". يمكن القول إن مبادرات رسم الخرائط التعاونية التي تستخدم تقنية نظام تحديد المواقع العالمي (GPS) هي بمثابة خرائط شاملة، مع القدرة على عكس النظرة البانورامية.

### قدرات الحكم الذاتي
ومن خلال الحرية، يمكن تثبيت قدرات خاصة للحكم الذاتي من أجل جعل طرقنا في إدارة وتقييم أنفسنا متوافقة مع الأهداف السياسية [روز، 1996: 155]. هذه القدرات هي المؤسسة والاستقلالية.
تشير كلمة "مشروع" إلى مجموعة من القواعد لتسيير حياة المرء اليومية: الطاقة، والمبادرة، والطموح، والحساب، والمسؤولية الشخصية. فالذات المغامرة تصنع مشروعًا لحياتها، وتسعى إلى تعظيم رأسمالها البشري، وتخطط لنفسها مستقبلًا، وتسعى إلى تشكيل الحياة لكي تصبح ما ترغب في أن تكونه. وبالتالي، فإن الذات المغامرة هي ذات فاعلة وذات حاسبة، ذات تحسب حسابًا لنفسها وتعمل على نفسها من أجل تحسين نفسها [روز، 1996: 154].
يشير مصطلح "الاستقلال" إلى تبني التعهدات، وتحديد الأهداف، والتخطيط لتحقيق الاحتياجات من خلال قوى الذات [روز، 1996: 159]. ومن هذا المنظور يبدو أن استقلال الذات ليس هو النقيض الأبدي للسلطة السياسية، بل هو أحد أهداف وأدوات العقليات الحديثة لإدارة السلوك [روز، 1996: 155].

### تقنيات السلطة
إن تكنولوجيات السلطة هي تلك "التكنولوجيات المشبعة بتطلعات تشكيل السلوك على أمل إنتاج بعض الآثار المرغوبة وتجنب بعض الآثار غير المرغوب فيها" [روز، 1999:52]. المجموعتان الرئيسيتان لتكنولوجيات السلطة هما تكنولوجيات الذات، وتكنولوجيات السوق.
عرّف فوكو تقنيات الذات بأنها تقنيات تُمكّن الأفراد من إجراء عدد من العمليات على أجسادهم وعقولهم وأرواحهم وأسلوب حياتهم، وذلك بهدف تغيير أنفسهم وبلوغ مستوى معين من السعادة وجودة الحياة. أما تقنيات السوق فهي تلك التقنيات القائمة على شراء وبيع السلع، والتي تُمكّن الأفراد من تحديد هويتهم أو ما يريدون أن يكونوا عليه. هاتان التقنيتان ليستا دائمًا مختلفتين تمامًا.

#### تقنيات الذات
تشير تقنيات الذات إلى الممارسات والاستراتيجيات التي يستخدمها الأفراد لتقديم فهمهم الأخلاقي الذاتي لأنفسهم. من أهم مميزات تكنولوجيات الذات هي الخبرة. في النظرية الحكومية، للخبرة ثلاثة جوانب مهمة.
أولاً، إن تأصيلها للسلطة في ادعاء العلمية والموضوعية يخلق مسافة بين التنظيم الذاتي والدولة وهو أمر ضروري في الديمقراطيات الليبرالية. وثانيًا، يمكن للخبرة أن "تتحرك ويتم تعبئتها داخل الجدل السياسي بطرق مميزة، مما ينتج علاقة جديدة بين المعرفة والحكومة. وتُعطى الخبرة دورًا خاصًا في صياغة برامج الحكومة وفي التقنيات التي تسعى إلى تفعيلها" [روز، 1996: 156]. ثالثًا، تعمل الخبرة من خلال علاقة مع قدرات التنظيم الذاتي للأفراد. إن المعقولية المتأصلة في الادعاء بالعلمية تربط "الذاتية بالحقيقة والموضوعات بالخبراء" [روز، 1996:156]. تعمل الخبرة من خلال منطق الاختيار، من خلال تحويل الطرق التي يشكل بها الأفراد أنفسهم، من خلال "غرس رغبات التطوير الذاتي التي يمكن للخبرة نفسها أن توجهها ومن خلال ادعاءات القدرة على تهدئة القلق الذي يتولد عندما يفشل واقع الحياة في الارتقاء إلى صورتها [روز، 1999: 88].

#### المسؤولية
تمشيا مع رغبتها في تقليص نطاق الحكومة (على سبيل المثال الرعاية الاجتماعية)، فإن الليبرالية الجديدة تعمل بشكل طبيعي على تطوير تقنيات غير مباشرة لقيادة الأفراد والسيطرة عليهم دون أن تكون مسؤولة عنهم. الآلية الرئيسية هي من خلال تكنولوجيا المسؤولية. وهذا يستلزم تحميل الأفراد المسؤولية من خلال جعلهم يرون المخاطر الاجتماعية مثل المرض والبطالة والفقر والسلامة العامة ليس باعتبارها مسؤولية الدولة، بل تكمن في الواقع في المجال الذي يتحمل الفرد مسؤوليته وتحويلها إلى مشكلة "رعاية ذاتية" [ليمكي، 2001: 201] و"استهلاك".

#### الصحة
تربط نظرية الصحة بين "الأهداف العامة المتعلقة بالصحة الجيدة والنظام الجيد للجسم الاجتماعي ورغبة الأفراد في الصحة والرفاهية" [روز، 1999: 74]. قد تظل الأجساد الصحية والمنازل النظيفة من أهداف الدولة، ولكنها لم تعد تسعى إلى تأديب الرعايا أو تعليمهم أو تأديبهم أو تهديدهم لإجبارهم على الامتثال.
وبدلاً من ذلك، "يتم التعامل مع الأفراد على افتراض أنهم يريدون أن يكونوا أصحاء ومطالبون بالبحث بحرية عن طرق العيش التي من المرجح أن تعزز صحتهم" [روز، 1999: 86-87].

#### التطبيع
هناك تقنية أخرى للقوة تنشأ من العلوم الاجتماعية وهي تقنية التطبيع. حصلت تكنولوجيا المعايير على دفعة قوية بفضل الأساليب الجديدة لقياس السكان. القاعدة هي "ما هو جدير اجتماعيًا، ومتوسط إحصائيًا، وصحي علميًا، ومرغوب فيه شخصيًا". الجانب المهم في الحياة الطبيعية هو أنه في حين أن القاعدة طبيعية، فإن أولئك الذين يرغبون في تحقيق الحياة الطبيعية سيفعلون ذلك من خلال العمل على أنفسهم، والسيطرة على دوافعهم في السلوك والعادات اليومية، وغرس معايير السلوك في أطفالهم، تحت إشراف الآخرين. يتم فرض القواعد من خلال الإدارة المدروسة للعار. يتضمن الخجل قلقًا بشأن السلوك الخارجي ومظهر الذات، ويرتبط بأمر رعاية الذات باسم تحقيق جودة الحياة [روز، 1999: 73].

#### احترام الذات
إن تقدير الذات هو تكنولوجيا عملية ومنتجة مرتبطة بتكنولوجيا المعايير، والتي تنتج أنواعًا معينة من الذات. إن تقدير الذات هو تقنية بمعنى أنه معرفة متخصصة حول كيفية تقدير أنفسنا لتقدير أنفسنا وحسابها وقياسها وتقييمها وتأديبها والحكم عليها. ينظر نهج "تقدير الذات" إلى مجموعة واسعة من المشاكل الاجتماعية على أنها ناجمة عن نقص تقدير الذات من جانب الأشخاص المعنيين. وبالتالي فإن "تقدير الذات" له علاقة أكبر بتقييم الذات منه باحترام الذات، حيث يتعين قياس الذات والحكم عليها وتأديبها بشكل مستمر من أجل توجيه "التمكين" الشخصي إلى معايير جماعية. ويتم تحديد هذه المعايير الجماعية من خلال المعايير التي ناقشناها سابقًا. إن تقدير الذات هو تكنولوجيا ذاتية "لتقييم أنفسنا والتصرف بناءً عليها بحيث لا يضطر رجال الشرطة والحراس والأطباء إلى القيام بذلك".

#### تقنيات السوق
يمكن وصف تكنولوجيات السوق بأنها تكنولوجيا الرغبة، وتكنولوجيا الهوية من خلال الاستهلاك. إن تكنولوجيا الرغبة هي آلية تعمل على تحفيز الرغبات التي يعمل الأفراد على إشباعها. يقوم المسوقون بخلق رغبات واحتياجات مصطنعة فينا من خلال الإعلان عن السلع والتجارب وأنماط الحياة المغرية. تسعى هذه الإعلانات إلى نقل الشعور بالرضا الفردي الناتج عن شراء أو استخدام هذا المنتج.
تستخدم تكنولوجيا الهوية من خلال الاستهلاك قوة السلع لتشكيل الهويات. كل سلعة تحمل معنى خاصًا، ينعكس على أولئك الذين يشترونها، مما يوضح نوع الشخص الذي هم عليه أو يريدون أن يكونوا. وهكذا يتم تصوير الاستهلاك على أنه وضع الفرد ضمن شكل معين من أشكال الحياة.
إن تكنولوجيات السوق والذات هذه هي الآليات الخاصة التي يتم من خلالها حث الأفراد على أن يصبحوا أفرادًا أحرارًا ومبادرين يحكمون أنفسهم بأنفسهم، وبالتالي لا يحتاجون إلا إلى حكم مباشر محدود من قبل الدولة. ويساعد في تطبيق هذه التقنيات إلى حد كبير خبراء العلوم الاجتماعية. يدير هؤلاء الخبراء نظامًا للذات، حيث يعتمد النجاح في الحياة على الممارسة المستمرة للحرية، وحيث لا تُفهم الحياة من حيث المصير أو المكانة الاجتماعية، بل من حيث نجاحنا أو فشلنا في اكتساب المهارات واتخاذ الخيارات اللازمة لتحقيق ذاتنا.
إن أجزاء الذات التي يتم السعي إلى العمل عليها، والوسائل التي يتم بها ذلك، والأمل النهائي في أن يصبح المرء ذاتًا جديدة، كلها تختلف وفقًا لطبيعة تكنولوجيا القوة التي يتم تحفيز المرء من خلالها [دين، 1999: 17].

## التطبيقات والتوسعات

### الحكومة البيئية
الحكومة البيئية (أو الحكومة البيئية) هي تطبيق مفاهيم فوكو للسلطة الحيوية والحكم على تحليل تنظيم التفاعلات الاجتماعية مع العالم الطبيعي. وقد وضع تيموثي دبليو لوك نظرية لهذا الأمر تحت مسمى البيئة والحكم الأخضر. بدأت الحكومات البيئية في منتصف تسعينيات القرن العشرين مع مجموعة صغيرة من المنظرين (لوك، ودارييه، وروثرفورد) ونمت الأدبيات حول الحكومات البيئية كرد فعل على الافتقار الملحوظ إلى تحليل فوكو للبيئة وفي الدراسات البيئية.

### أزمات الحكم
وفقًا لفوكو، هناك عدة حالات حيث يدخل "فن الحكم الليبرالي" الغربي في فترة أزمة، حيث يتطلب منطق ضمان الحرية (الذي تم تعريفه على خلفية المخاطرة أو الخطر) اتخاذ إجراءات "من شأنها أن تؤدي إلى إنتاج العكس تمامًا".
ويحدد فوكو المنطق المتناقض بطبيعته الذي يؤدي إلى مثل هذه التناقضات على النحو التالي:
1. تعتمد الليبرالية على تأديب الأفراد للخوف من الوجود المستمر للخطر، على سبيل المثال، الحملات العامة التي تدافع عن بنوك الادخار، والنظافة العامة، والوقاية من الأمراض، وتطوير روايات البوليسية كنوع أدبي وقصص إخبارية عن الجريمة، والمخاوف الجنسية المحيطة بـ "الانحطاط".[44]
2. تتطلب الحرية الليبرالية تقنيات تأديبية لإدارة سلوك الفرد وحياته اليومية لضمان الإنتاجية وزيادة الأرباح من خلال العمل الفعال، على سبيل المثال، نظام المراقبة البانوبتيكون لبينثام. تزعم الليبرالية أنها تشرف على الآليات الطبيعية للسلوك والإنتاج، ولكنها مضطرة إلى التدخل عندما تلاحظ "مخالفات".[45]
3. يجب على الليبرالية أن تجبر الأفراد على أن يكونوا أحرارًا: يصبح التحكم والتدخل الأساس الكامل للحرية. في نهاية المطاف، يجب أن يتم تصنيع الحرية من خلال السيطرة بدلاً من "موازنة"ها فقط.[45]

ومن الأمثلة على هذا المنطق المتناقض الذي يستشهد به فوكو سياسات دولة الرفاهية الكينزية في عهد فرانكلين ديلانو روزفلت، وفكر الليبراليين الألمان في مدرسة فرايبورغ، وفكر الاقتصاديين الليبراليين الأميركيين مثل مدرسة شيكاغو التي حاولت تحرير الأفراد من الافتقار إلى الحرية الذي يُتصور وجوده في ظل الاشتراكية والفاشية، ولكنها فعلت ذلك باستخدام نماذج التدخل من جانب الدولة.
قد تنجم هذه الأزمات الحكومية عن ظواهر مثل الاهتمام الخطابي بتكاليف رأس المال الاقتصادي المتزايدة لممارسة الحرية، على سبيل المثال، أسعار شراء الموارد، والحاجة إلى الإكراه المفرط من جانب الدولة والتدخل لحماية حريات السوق، على سبيل المثال، التشريعات المناهضة للاحتكار والاحتكار التي تؤدي إلى "قيود قانونية" على الدولة، والاحتجاجات المحلية التي ترفض الآليات التأديبية لمجتمع السوق والدولة. وأخيرًا، التأثيرات المدمرة والمُبددة للآليات غير الفعّالة لإنتاج الحرية.

### تطبيق على الرعاية الصحية
اقترح العلماء مؤخرًا أن مفهوم الحوكمة قد يكون مفيدًا في تفسير عملية الرعاية الصحية القائمة على الأدلة واستيعاب المبادئ التوجيهية السريرية المتعلقة بأفضل الممارسات لفئات المرضى، مثل تلك التي طورتها الوكالة الأمريكية لأبحاث الرعاية الصحية والجودة والمعهد الوطني البريطاني للتميز الصحي والسريري (NICE).
وقد استكشف البحث أيضًا المقاومة المحتملة على المستوى الجزئي للحكومة في مجال الرعاية الصحية وكيفية تطبيق الحكومة في ممارسة الرعاية الصحية، بالاستعانة بمفهوم فوكو للسلطة الرعوية.

### ما وراء الغرب
يسلط جيفريز وسيجلي (2009) الضوء على أن دراسات الحكم ركزت على الديمقراطيات الليبرالية المتقدمة، واستبعدت الاعتبارات الخاصة بأشكال الحكم غير الليبرالية في السياقات الغربية وغير الغربية. وقد حققت الدراسات الحديثة تقدماً جديداً من خلال تطبيق مفهوم فوكو للحكم في بيئات غير غربية وغير ليبرالية، مثل الصين. على سبيل المثال، يقدم جيفريز (2009) مجموعة من المقالات حول نهج الصين في الحكم والتنمية والتعليم والبيئة والمجتمع والدين والصحة الجنسية حيث لا يعتمد مفهوم "الحكومة الصينية" على مفهوم "الحرية والتحرر" كما هو الحال في التقاليد الغربية، بل على نهج عقلاني متميز للتخطيط والإدارة.
هناك دراسة أخرى معروفة وهي دراسة لي (2007)، والتي تتناول التطور في العمل. يركز لي على محاولات تحسين المناظر الطبيعية وسبل العيش في إندونيسيا، ويكشف عن الممارسات التي تمكن الخبراء من تشخيص المشاكل ووضع التدخلات، ووكالة الأشخاص الذين يستهدف سلوكهم الإصلاح.
كما يستخدم كاتوميرو (2017) أيضًا الحكومة في سياق التنمية، هذه المرة لوصف ممارسات المساءلة في قطاع إمدادات المياه في تنزانيا.
وتوضح بعض الدراسات أنه في المجتمعات التي تتأثر بالرأسمالية العالمية، يقتصر نموذج الحكومة على مساحات وممارسات محددة بدلاً من أن يفرض روح المواطنة الشاملة. على سبيل المثال، في الصين، غالبًا ما يتعامل الأشخاص الذين يمارسون ”الثقافة الذاتية“ من خلال برامج تعليمية مختلفة في علم النفس أو مهارات التواصل مع هذه الأنشطة على أنها مكان يمكنهم فيه أداء شخصياتهم الفردية على عكس مسؤولياتهم الاجتماعية العادية. علاوة على ذلك، قد تكون هذه الأنشطة موجهة لتعزيز التغيير الاجتماعي بقدر ما تهدف إلى تنظيم قدرات الذات.

## للقراءة الإضافية
- Cruikshank, B. (1996), 'Revolutions within: self-government and self-esteem', in Andrew Barry, Thomas Osborne & Nikolas Rose (eds.) (1996), Foucault and Political Reason: Liberalism, Neo-Liberalism, and Rationalities of Government, Chicago, IL: University of Chicago Press.
- Dean, M. (1999), Governmentality: Power and Rule in Modern Society. London: Sage.
- Foucault, M.(1982), 'Technologies of the Self', in Luther H. Martin, Huck Gutman and Patrick H. Hutton (eds) Technologies of the Self: A Seminar with Michel Foucault, pp. 16–49. Amherst: The University of Massachusetts Press, 1988.
- Foucault, M.(1984), The History of Sexuality Vol. 2: The Use of Pleasure, trans. Robert Hurley. New York: Random House, 1985.
- Foucault, M.(1984), The History of Sexuality Vol. 3: The Care of the Self, trans. Robert Hurley. New York: Vintage Books, 1988.
- Foucault, M. (1997), Ethics: Subjectivity and Truth, edited by Paul Rabinow, New York: New Press.
- Foucault, M. (2004), Naissance de la biopolitique: cours au Collège de France (1978-1979). Paris: Gallimard & Seuil.
- Foucault, M., (2008), The birth of biopolitics. Lectures at the College de France, 1978‐79. Palgrave MacMillan
- Hunt, H. & Wickham, G. (1994), Foucault and Law. London. Pluto Press.
- Inda, J. X. (2005), "Anthropologies of Modernity: Foucault, Governmentality, and Life Politics". Malden, MA: Wiley-Blackwell.
- Joyce, P. (2003), The Rule of Freedom: Liberalism and the Modern City. London: Verso.
- Kerr, D. (1999), 'Beheading the king and enthroning the market: A critique of Foucauldian governmentality' in Science & Society, New York: v.63, i.2; p. 173-203 (accessed through Expanded Academic Index).
- Luke, T.W. (1997) Ecocritique: Contesting the Politics of Nature, Economy and Culture. Minneapolis: University of Minnesota Press.
- Nagl, D. (2013), 'The Governmentality of Slavery in Colonial Boston, 1690-1760' in American Studies, 58.1, pp. 5–26.
- Rivera Vicencio, E. (2014), 'The firm and corporative governmentality. From the perspective of Foucault', Int. J. Economics and Accounting, Vol. 5, No. 4, pp. 281–305.
- Rivera Vicencio, Eduardo (2016), Teoría de la Gubernamentalidad Corporativa
- Rose, N. (1996), Inventing Our Selves. Cambridge: Cambridge University Press.
- Rose, N. (1999), Powers of Freedom: reframing political thought. Cambridge: Cambridge University Press.
- Scott, D. (1995), 'Colonial Governmentality' in Social Text, No. 43 (Autumn, 1995), pp. 191–220.